# Ari Hoenig
Ari Hoenig (Filadelfia, 13 novembre 1973) è un batterista statunitense di jazz.

## Biografia
Nasce da una famiglia di musicisti di stampo classico. Suo padre è un cantante e sua madre una violinista. Venne pertanto indirizzato alla musica fin da piccolo.
Iniziò a suonare il pianoforte a 8 anni e prima ancora a 4 anni il violino. Finalmente a 12 anni comprò la sua prima batteria, attratto dalla possibilità di esplorare da solo questo strumento. La batteria infatti era l'unico strumento per il quale i suoi genitori non avrebbero potuto dargli dei consigli. Inizia in band di stampo rock e metal guidato dal sogno di divenire una grande rockstar, ma allo stesso tempo inizia ad appassionarsi di jazz.
Nel 1992 si trasferisce da Philadelphia a Dallas per iscriversi e frequentare i corsi di musica della University of North Texas.
Ma Ari sembra attratto dal fascino della Grande Mela e nel 1995 si trasferisce nei pressi di New York, dove un anno più tardi fa il suo debutto ufficiale in trio con l'organista Shirley Scott.
Continuerà il suo compito di side-man e collaborerà con il pianista francese Jean-Michel Pilc per oltre 10 anni.
Ari Hoenig si dimostra un batterista dalla tecnica trascendentale e ultimamente ha rivoluzionato il ruolo del batterista jazz non limitandosi quindi al semplice ruolo di side-man.
Nel suo disco The Painter in quartetto con Jean-Michel Pilc al piano, Matt Penman al contrabbasso e Jacques Schwarz-Bart al sassofono dimostra la sua capacità nello scrivere brani ingegnosi e imprevedibili ricchi di armonie e melodie molto originali.

## Collaborazioni
- Jean-Michel Pilc
- Kenny Werner
- Pat Martino
- Joshua Redman
- Wayne Krantz
- Richard Bona
- Chris Potter
- Shirley Scott
- The Jazz Mandolin Project

## Discografia

### Come solista
- 2000 - Time Travels
- 2002 - The life of a day
- 2004 - The Painter
- 2006 - Inversations
- 2008 - Bert's Playground
- 2010 - Lines of Oppression

### Come side-man
- 2000 - Josh Roseman Unit - Cherry
- 2000 - The Jazz Mandolin Project - Xenoblast
- 2000 - Jean-Michel Pilc - Togheter: Live at Sweet Basil vol. 1&2
- 2002 - Jean-Michel Pilc - Welcome Home
- 2002 - Kenny Werner - Beat Degeneration
- 2003 - Jean-Michel Pilc - Cardinal Points